# Hydrophoria alpina
Hydrophoria alpina is een vliegensoort uit de familie van de bloemvliegen (Anthomyiidae). De wetenschappelijke naam van de soort is voor het eerst geldig gepubliceerd in 1944 door Huckett.